# Carrara-Marmorbahn
| Carrara-Marmorbahn                                                             | Carrara-Marmorbahn   |
| ------------------------------------------------------------------------------ | -------------------- |
| Beladene Carrara-Marmorbahn an der Station Carrara Monterosso (Postkarte 1908) |                      |
| Streckenlänge:                                                                 | 20 km                |
| Spurweite:                                                                     | 1435 mm (Normalspur) |
|                                                                                |                      |

Die Carrara-Marmorbahn (Marmifera bzw. Ferrovia Marmifera Privata di Carrara) war eine etwa 20 Kilometer lange industrielle Eisenbahnlinie zum Transport von Rohblöcken des Carrara-Marmors, die in den Bergen von Carrara in Italien gebrochen wurden. Betrieben wurde sie von August 1876 bis Februar 1969.

## Route
Die privat betriebene Marmorbahn wand sich durch die Berge der Apuanischen Alpen. Die höchste Verladestation befand sich im Bergarbeiterdorf Colonnata mit einer Abzweigung nach Calagio. Von Colonnata führte die Bahn nach Tarnone, wo sich eine Abzweigung nach Fantiscritti und Ravaccione befand. Die Strecke führte von Tarnone, wo sich eine Abzweigung nach Piastra befand, weiter nach Miseglia mit zwei Verladestationen bis nach Torano, wo eine Abzweigung nach Canalie führte. Anschließend wurde die Station Monterosso am Ortseingang von Carrara und am Ortsausgang San Martino erreicht. von Carrara weiter führte die Marmorbahn bis zum Hafen von Massa di Carrara an mehreren Verladestationen vorbei, darunter Scalo Peghini, Fiorino, Avenza und Covetta. Die Marmorbahn überwand eine Steigung von etwa 450 Meter, über 16 Brückenbauwerke und 15 Galerien.

## Geschichte

### Ab 1866
Erste Planungen zum Bau einer Marmorbahn entstanden im Jahr 1866 und die ersten zwei Abschnitte führten von Carrara bis zum Bergdorf Miseglia und von Carrara-Avenza bis zur Küste, die im August 1876 eingeweiht wurden. Weitere Planungen zum Ausbau der Bahnlinie bis in die Marmor-Abbaugebiete von Ravaccione, Fantiscritti, Miseglia und Colonnata entstanden in den 1880er Jahren. Die neue Planung und Durchführung gestaltete sich wesentlich schwieriger und aufwändiger als die beiden vorherigen Planungen. Zur Realisierung des Vorhabens wurden ein Tunnel durch den Monte Croce, zwei Brücken über das Vara-Tal, zahlreiche kleine Brücken und Tunnel wie auch je ein großer Tunnel durch den Monte Novelli und Torrione erforderlich. Die Arbeiten begannen 1887 und am 15. Mai 1890 konnte dieser neue Abschnitt feierlich eingeweiht werden. Die neue Bahnlinie machte zahlreiche Transporte mit Ochsen obsolet, so dass Fuhrleute arbeitslos wurden. Es entwickelte sich Widerstand, der die Fuhrleute zu Verzweiflungstaten führte, so wurde beispielsweise die große Eisenbahn-Brücke über die Vara untergraben, um sie zum Einsturz zu bringen.

### Erster und Zweiter Weltkrieg
Mit dem Beginn des Ersten Weltkriegs ging das Volumen des Marmorabbaus um Carrara wegen fehlender Nachfrage zurück, zusätzlich baute das italienische Militär Gerätschaften und Transportmittel für den eigenen Kriegseinsatz ab. Steinbrucharbeiter (it.: Cavatori) wurden arbeitslos und so es kam zu heftigen Protesten und Auseinandersetzungen, weil sie ihre Existenz und die ihrer Familien gefährdet sahen. Nach dem Ende des Kriegs zog die Nachfrage wieder an und die Marmorbahn prosperierte, u. a. auch deshalb, weil seinerzeit nicht ausreichend LKW verfügbar waren. Unter diesen Bedingungen erreichte die Carrara-Marmorbahn im Jahr 1926 ihr größtes Transportvolumen mit 500.000 Tonnen.
Nach dem Beginn des Zweiten Weltkriegs fiel der Marmorabsatz erneut und kam im Juni 1944 völlig zum Erliegen, da die Wehrmacht als Besatzungsmacht heftigem Widerstand durch Partisanen und aus der Bevölkerung ausgesetzt war und sie annahm, dass sich die Partisanen in Steinbrüche Carraras zurückzogen und sich auch dort aufhielten. Nicht nur die Anlagen in den Steinbrüchen, sondern auch die Transportwege und Bauwerke der Bahn wurden entweder bombardiert oder von der Wehrmacht zerstört. Die Waffen-SS und Schwarze Brigaden begingen im September 1944 das Massaker von Bergiola Foscalina mit 72 zivilen Opfern, ein Ort, der südöstlich der Marmorbahn nahe bei Miseglia liegt und nur durch den Frauenaufstand von Carrara im Juli 1944 konnte die Evakuierung der Stadt durch die Wehrmacht verhindert werden.

### Nach dem Zweiten Weltkrieg
Nachdem sich die Wehrmacht zurückgezogen hatte, konnte der Marmor-Transport erst im Juni 1946 wieder aufgenommen werden, nachdem einige zerstörte oder beschädigte Brücken wieder aufgebaut und die zerstörten oder beschädigten Verladestationen wieder instand gesetzt worden waren. Parallel dazu forderten die Marmor-Arbeiter von Carrara auch den Lohn, der in anderen Naturstein-Abbaugebieten Italiens ausgezahlt wurde. In dieser Auseinandersetzung kam es zu zahlreichen Streiks. Die Marmor-Transport-Gesellschaft war gezwungen die Transportmittel zu modernisieren, stellte die Dampflokomotiven außer Dienst und setzte Diesel-Lokomotiven ein. Diese Lokomotiven mussten wegen des starken Gefälles auf der Bahnstrecke zusätzliches Personal als Bremser beschäftigen, wodurch die Kosten anstiegen. Das Transportvolumen sank 1961 auf 160.000 Tonnen Marmor ab. Daraufhin beschlossen die Kommune von Carrara und die Bahnbetreibergesellschaft im Februar 1964 die Bahnstrecken so umzubauen, dass sie für LKW befahrbar wurden. Im Februar 1969 waren die Verladestationen weitestgehend geschleift, die Gleise abgebaut und Fahrwege angelegt. In nur wenigen Jahren gelang es, Bauwerke einer bedeutenden Industriekultur abzubauen, lediglich die Tunnels, die Vara-Brücke und einzelne Bauruinen zeugen heute (2021) noch davon.

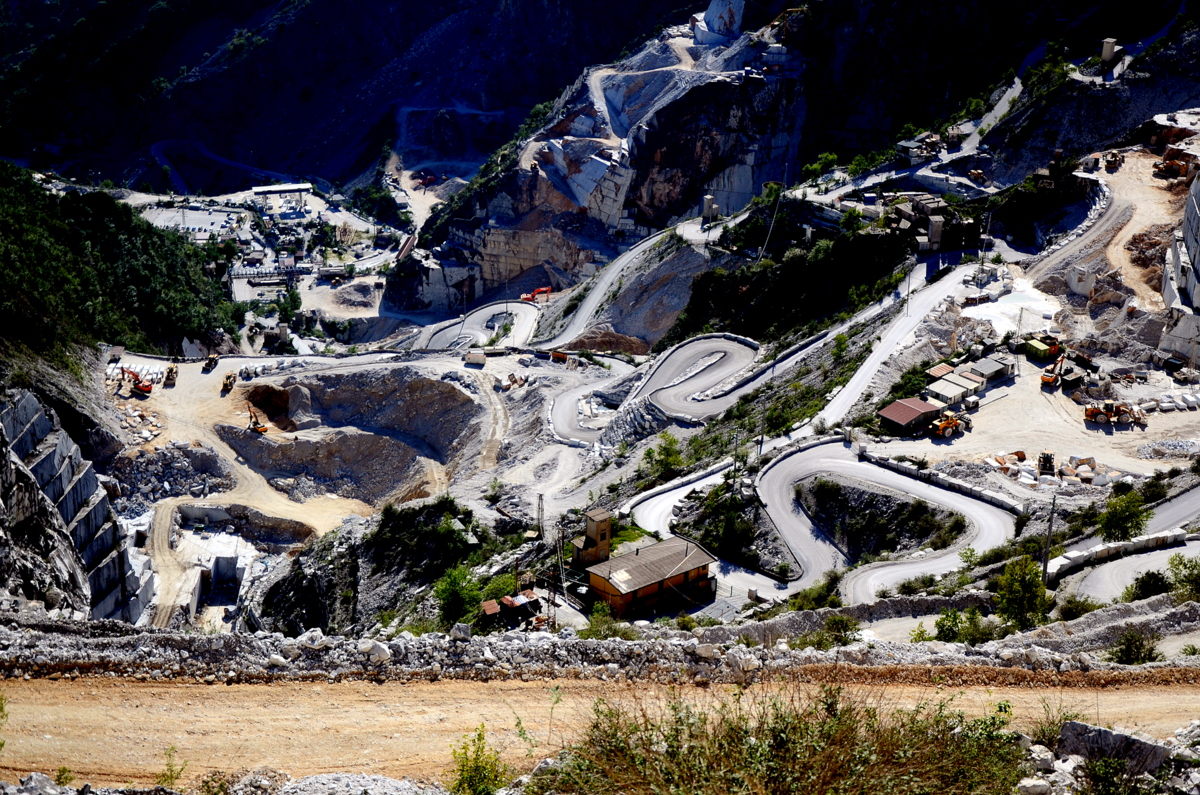
Blick in das heutige Marmor-Abbaugebiet von Miseglia
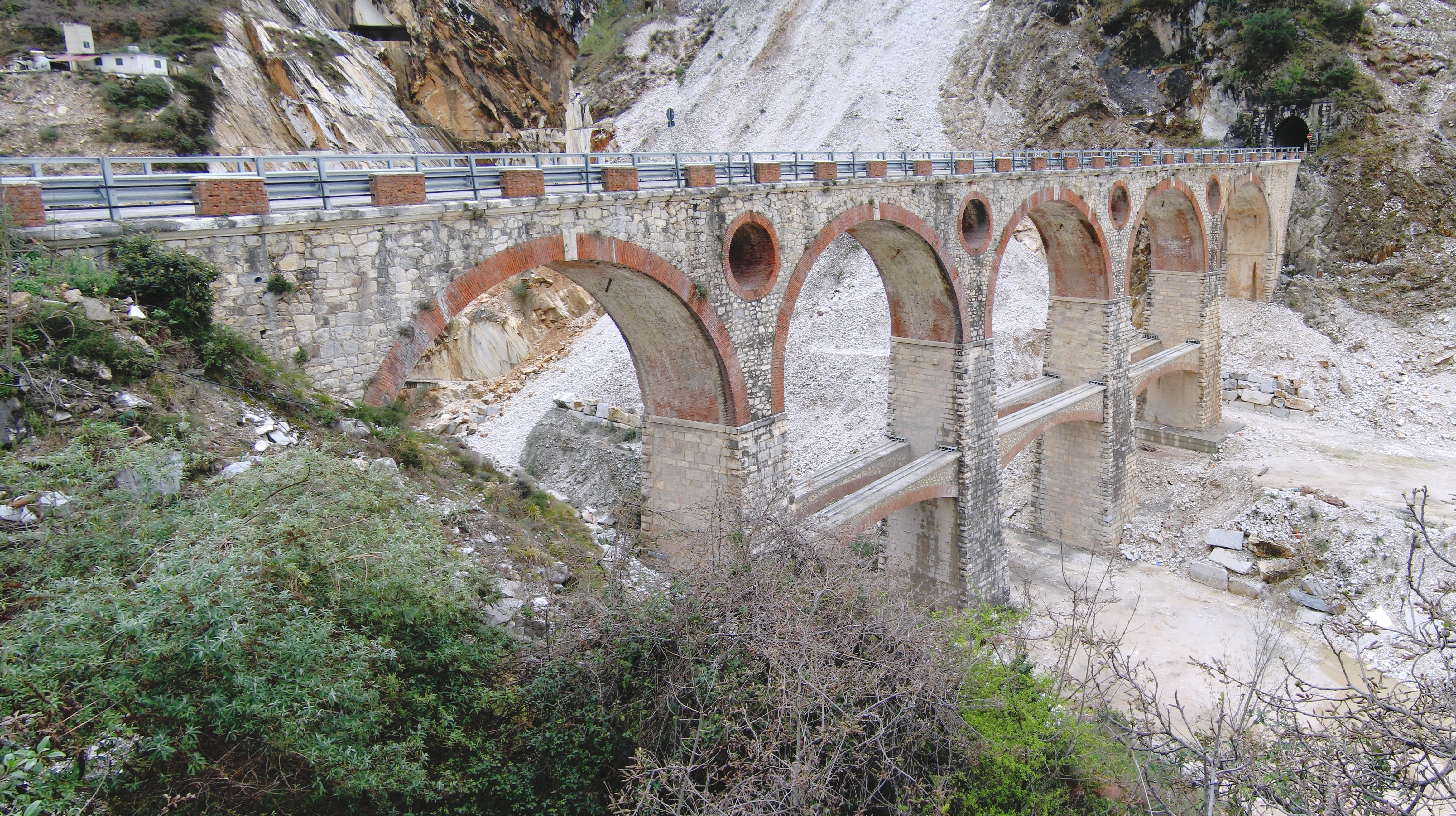
Eisenbahnbrücke über die Vara, heute Teil einer öffentlichen Straße und mit LKW und PKW befahrbar
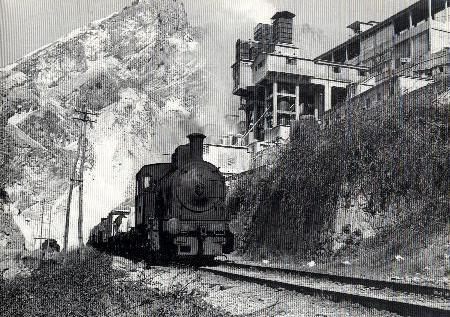
Bahnstation Torano (um 1900)
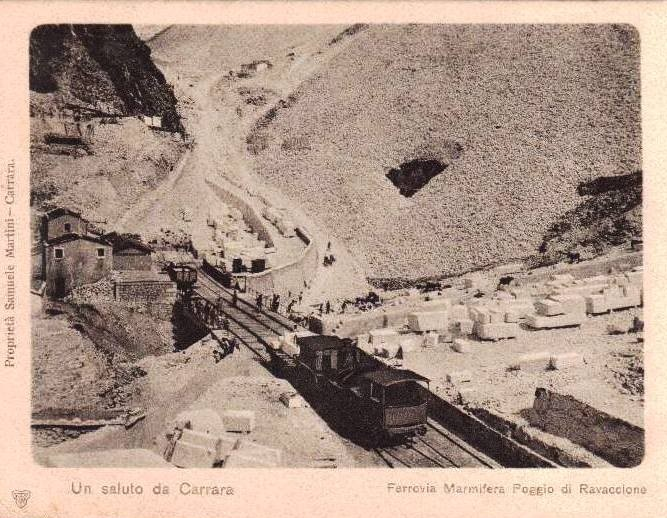
Verladestation Ravaccione (um 1900)
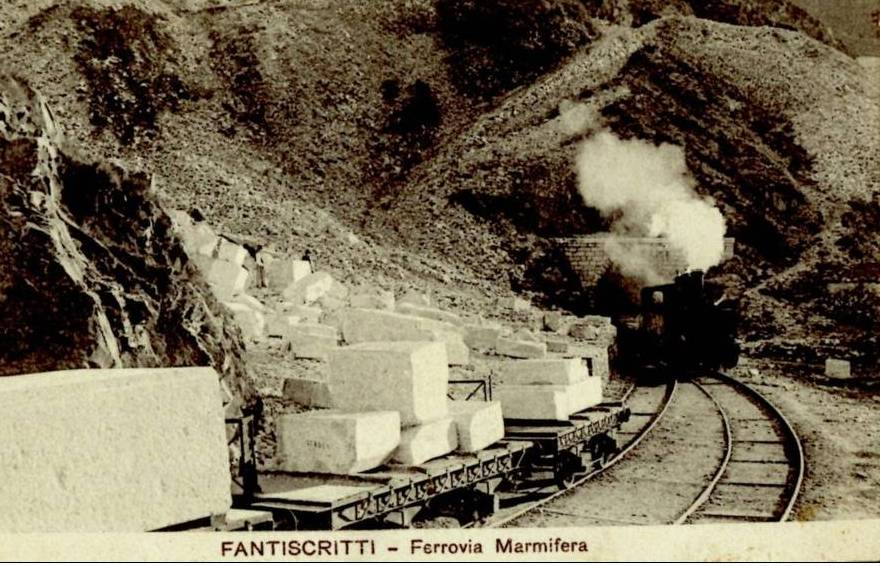
Bahnstation Fantiscritti (1917)
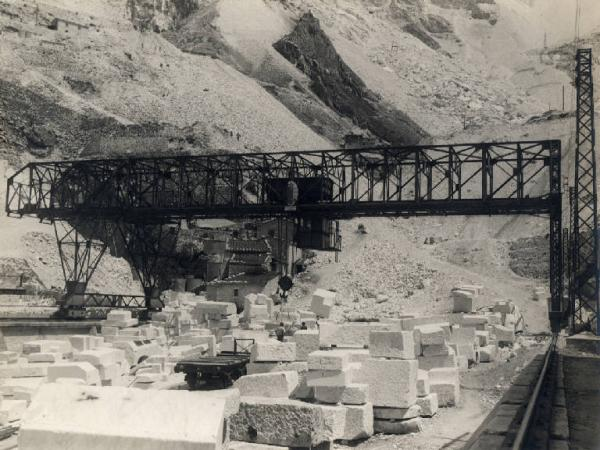
Ladekran an der Bahnstation Fantiscritti (zwischen 1922 und 1930)